# Nassauischer Erbverein
Der Nassauische Erbverein ist ein Hausvertrag, der zwischen der ottonischen und der walramischen Hauptlinie  des Hauses Nassau geschlossen wurde. Der in Bad Ems am 30. Juni 1783 unterzeichnete Vertrag regelt die gegenseitige Erbfolge unter den insgesamt vier 1783 blühenden Zweigen der ottonischen und der walramischen Hauptlinie des Hauses Nassau. Er ist in deutscher Sprache verfasst und umfasst 25 Seiten.

Stammwappen der Grafen von Nassau (ottonische Linie)
Stammwappen der Grafen von Nassau (walramische Linie)
Wappen des Herzogs von Nassau

## Vertrag von 1783
Der Vertrag wurde am 13., 23., 26. und 30. Juni 1783 von allen sechs erwachsenen Mitgliedern des Hauses Nassau signiert, nämlich von
- Wilhelm, Prinz von Oranien, Fürst zu Nassau etc. – Statthalter der Niederlande
- Karl Christian, Fürst zu Nassau, Graf zu Saarbrücken etc. – Regierender Fürst von Nassau-Weilburg
- Karl Wilhelm, Regierender Fürst zu Nassau, Graf zu Saarbrücken etc. – Regierender Fürst von Nassau-Usingen
- Ludwig, Fürst zu Nassau, Graf zu Saarbrücken etc. – Regierender Fürst von Nassau-Saarbrücken
- Friedrich August, Prinz zu Nassau-Usingen – Bruder und Nachfolger des Fürsten von Nassau-Usingen
- Adolph, Prinz zu Nassau-Usingen – Bruder des Fürsten von Nassau-Usingen

Der Vertrag vom 30. Juni 1783 wurde von Kaiser Joseph II. mit der Kayserlichen Bestätigungs-Urkunde vom 29. September 1786 bestätigt.
Die vertragschließenden Parteien:

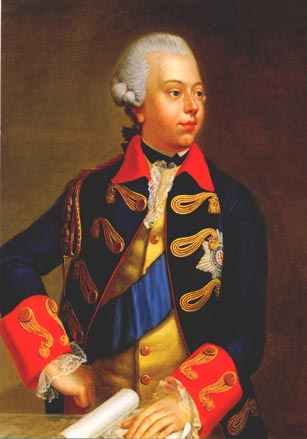
Wilhelm von Oranien-Nassau-Dietz
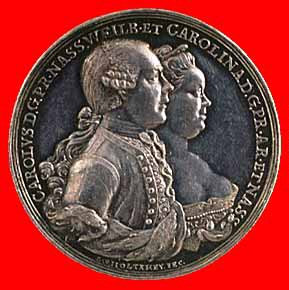
Karl Christian und Karoline von Oranien-Nassau-Dietz auf einer Medaille
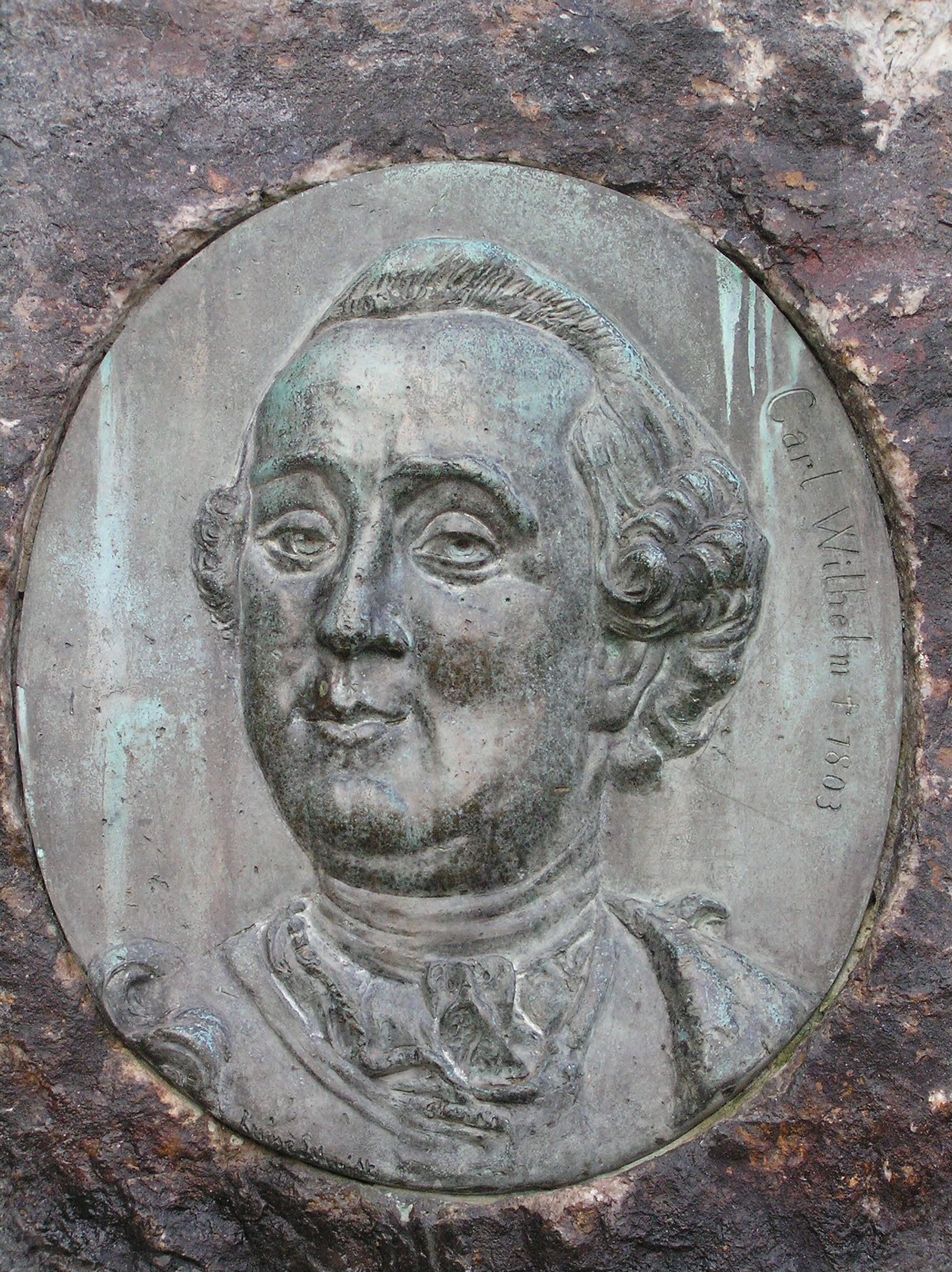
Karl Wilhelm von Nassau-Usingen
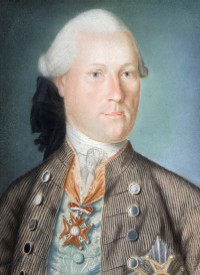
Ludwig von Nassau-Saarbrücken
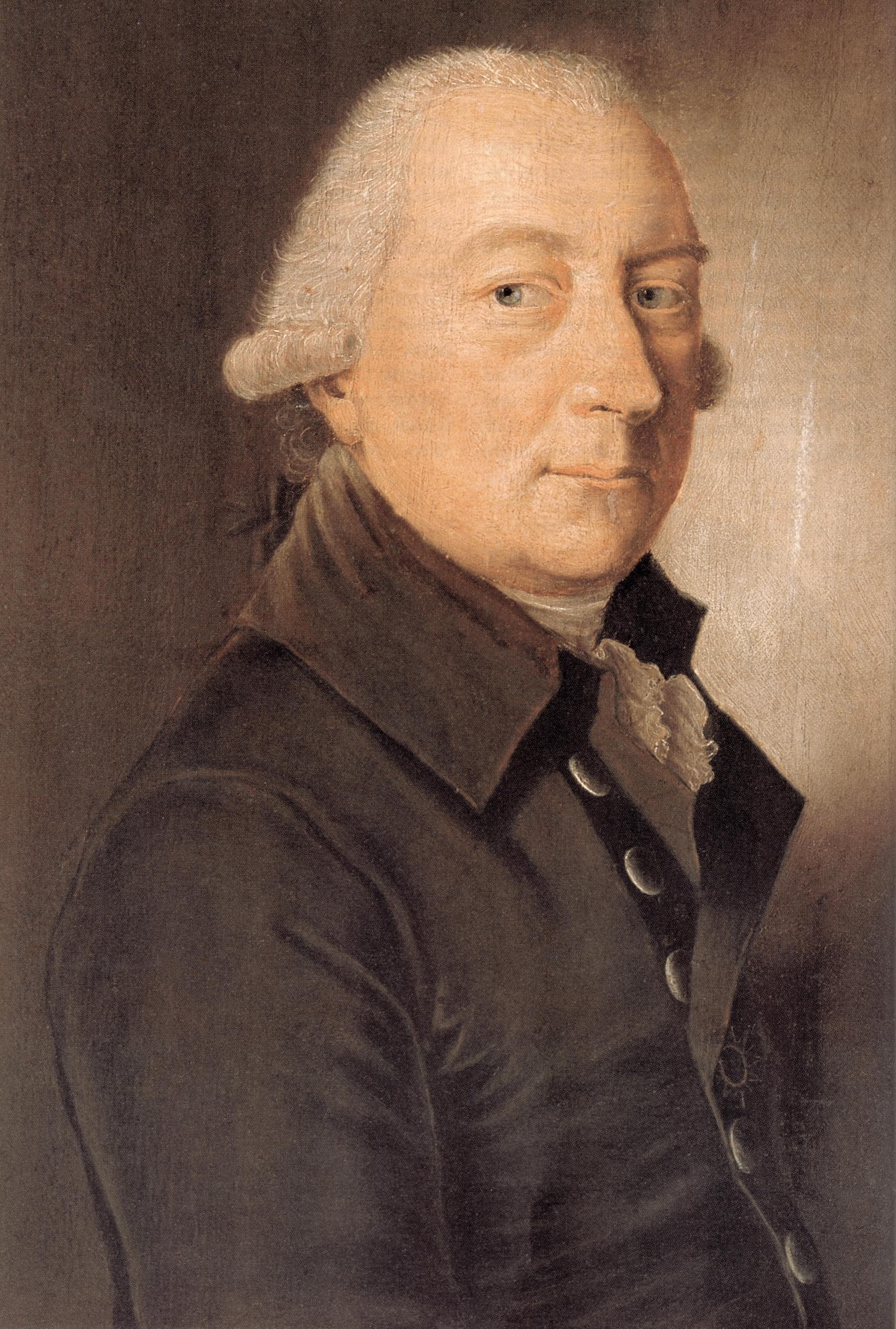
Friedrich August, Prinz zu Nassau-Usingen
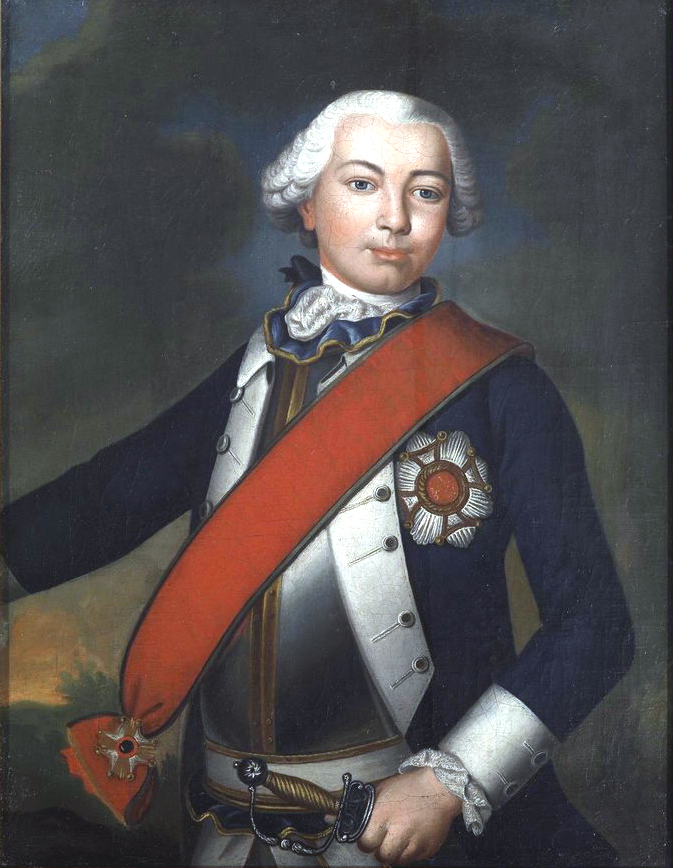
Adolph, Prinz zu Nassau-Usingen

Der Vertrag vom 30. Juni 1783 bestätigt den Nassauischen Erbverein von 1736 nach Maßgabe der Erläuterungen des Erbvereins vom 30. Juni 1783.
Das Haus Nassau war aufgrund der durch Erbteilung entstandenen Zersplitterung politisch bedeutungslos geworden. Mit dem Vertrag sollte diese Entwicklung gestoppt und umgekehrt werden. Kern des Vertrages war, dass für alle Linien des Hauses Nassau das Primogeniturrecht anerkannt wurde. Eine Veräußerung von im Erbverein befindlichen Gütern und Ländern wurde verboten, was ein weiteres Zerfasern verhinderte. Für den Fall des Aussterbens eines Zweiges im Mannesstamm wurde vereinbart, dass dessen Gebiete an andere Zweige fallen sollten. Diese Regelung griff mit dem Tod von Friedrich August (Nassau-Usingen) und damit dem Aussterben der Linie von Nassau-Usingen im Jahr 1816. Dessen Ansprüche erbte Wilhelm I. (Nassau) aus der Linie Nassau-Weilburg. Im Vorgriff auf diesen Erbfall hatten die beiden Fürsten bereits 1806 ihre Länder zum Herzogtum Nassau zusammengeschlossen.
Da männliche Stammhalter ausblieben, stehen die königlichen Staatshäupter der Niederlande seit 1890 nur in weiblicher Folge der ottonischen Linie, die großherzoglichen Staatshäupter von Luxemburg seit 1912 nur in weiblicher Folge der walramischen Linie. Beide regierenden Häuser stehen aber in der Tradition des Hauses Nassau, das in beiden Staaten gesetzlich das Staatsoberhaupt stellt, und führen immer noch dessen Namen.
Artikel 42 des Nassauischen Erbvereins ist für das Großherzogtum Luxemburg sehr bedeutend und lautet wie folgt:
„Da übrigens auch der Fall möglich ist, welchen jedoch der Allerhöchste gnädiglich abwenden wolle, dass Unser ganzer Nassauischer Mannsstamm erlöschen möchte, so lassen Wir es in Ansehung derer jeweilen existirenden Töchter, bey dem von solchen geleisteten, auch künftig und zu ewigen Tagen zu leistenden unbedingten Verzicht, ohne Vorbehalt einiger Regredienzschaft bewenden, verbinden Uns, setzen, ordnen und wollen demnach, dass in solchem Falle eine Tochter und zwar, wann deren mehrere vorhanden, die Erstgeborne, oder in deren Mangel die nächste Erbin des letzten Mannsstammes, mit Ausschluss aller andern entfernterer, zur Succession berufen seyn solle, es wäre dann, dass Wir oder Unsere Nachkommen auf solchen Fall anders übereingekommen wären, oder sonstige Vorsehung gethan hätten, als welches zu thun Wir Ihnen und Uns hiermit ausdrücklich vorbehalten, fort Unsere und Unserer Nachkommen respective Töchter und Erben zur Festhaltung einer solchen Vorsehung Kraft dieses verbunden haben wollen.“
Anlässlich der Erbeinigungskonferenzen zwischen den beiden Hauptlinien wurde zu Bad Ems im Sommer 1783 festgesetzt, dass der nassauische Löwe rot bewehrt und rot gekrönt werden solle. Dessen ungeachtet wird er heute, wie auch schon im großen und mittleren Wappen des Königreichs Preußen und der preußischen Provinz Hessen-Nassau (beziehungsweise der späteren Provinz Nassau), im königlich niederländischen Wappen wie im großherzoglich luxemburgischen Wappen golden gekrönt.

## Wiener Kongress
Die Wiener Congreß-Acte unterzeichnet am 8. Junius 1815 legt fest:
„Artikel 71 – Familienvertrag zwischen den Fürsten von Nassau.
Das Recht und die Ordnung der Erbfolge, welche zwischen den beiden Linien des Hauses Nassau durch die Acte von 1783, genannt: Nassauischer Erbverein, sind festgesetzt worden, werden beibehalten, und von den vier oranien-nassauischen Fürstenthümern auf das Großherzogthum Luxemburg übertragen.“

## Verfassung des Großherzogtums Luxemburg
Die Verfassung des Großherzogtums Luxemburg vom 17. Oktober 1868, die am 22. Oktober 1868 im deutschen Originaltext mit französischer Übersetzung im Amtsblatt des Großherzogtums Luxemburg (Memorial) veröffentlicht wurde, ist die trotz zwischenzeitlicher mehrfacher Veränderungen bis heute gültige Verfassung.
Artikel 3 legt fest: „Die Krone des Großherzogtums ist erblich in der Familie Nassau, und zwar in Gemäßheit des Vertrages vom 30. Juni 1783, des Art. 71 des Wiener Traktates vom 9. Juni 1815 und des Londoner Vertrags vom 11. Mai 1867.“
Der Vertrag vom 30. Juni 1783 ist der Nassauische Erbverein, durch den das Großherzogtum Luxemburg bis heute jeweils innerhalb der Familie Nassau vererbt wird.

## Familienstatut des Hauses Nassau

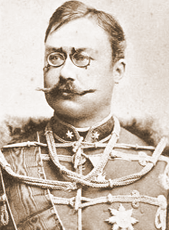
Wilhelm IV. von Nassau-Weilburg, der letzte des Hauses Nassau

Da Wilhelm IV. von Nassau-Weilburg, Großherzog von Luxemburg, Herzog zu Nassau, nur weibliche Nachkommen hatte, verordnete er das Gesetz vom 10. Juli 1907, wodurch dem Familienstatut des Hauses Nassau vom 16. April 1907 Gesetzeskraft verliehen wurde.
Das Familienstatut des Hauses Nassau vom 16. April 1907 ist ausschließlich in Deutsch abgefasst und bezieht sich auf Artikel 42 des Nassauischen Erbvereins von 1783.
Die Kernaussagen des Familienstatuts des Hauses Nassau vom 16. April 1907 finden sich in Artikel 1:
„Da Uns ein männlicher Erbe bisher versagt geblieben ist (…), kann der in Artikel 42 des Erbvereins von 1783 gesetzte Fall eintreten und hat alsdann Unsere erstgeborene Tochter Prinzessin Marie-Adelheid und zunächst ihr Mannesstamm, aus gemäss den Familienstatuten Unseres Hauses geschlossener Ehe, nach dem Recht der Erstgeburt, Uns in der Krone Luxemburg, sowie als Chef Unseres Hauses und in Besitz und Nutzniessung des gesamten Hausfideicommisses nachzufolgen, jedoch ist bis zur Vollendung ihres achtzehnten Lebensjahres die Regentschaft und Vormundschaft für sie von Unserer vielgeliebten Gemahlin der Grossherzogin Maria-Anna zu führen. Sollte Unsere genannte vielgeliebte Tochter ohne Hinterlassung einer Nachkommenschaft aus gemäss den Familienstatuten Unseres Hauses geschlossener Ehe versterben, so sind Unsere andern vielgeliebten Töchter und ihre Linien in gleicher Weise nach Primogenitur-Recht zur Erbfolge berufen.“
Und in Artikel 3: „Im übrigen behalten Wir Uns und Unseren Nachfolgern das Recht zur Erlassung familienstatutarischer Bestimmungen über Unsere Hausverfassung im bisherigen Umfang vor.“
Damit wurde also in der Sukzession wie schon zuvor im ebenfalls zum Hause Nassau gehörenden Königreich der Niederlande von der Lex Salica abgewichen.
Nachfolgend das Original des Familienstatuts des Hauses Nassau vom 16. April 1907:
Familienstatut
„Wir WILHELM, von Gottes Gnaden Grossherzog von Luxemburg, Herzog zu Nassau, etc., etc., etc., erklären und verfügen :
Art. I . — Da Uns ein männlicher Erbe bisher versagt geblieben ist und seit dem Tode Unseres Oheims des Prinzen Nicolas Liebden ohne Hinterlassung successionsfähiger Descendenz der Fürstliche Mannesstamm des Hauses Nassau auf Unseren Augen allein steht, kann der in Artikel 42 des Erbvereins von 1783 gesetzte Fall eintreten und hat alsdann Unsere erstgeborene Tochter Prinzessin Marie-Adelheid und zunächst ihr Mannesstamm, aus gemäss den Familienstatuten Unseres Hauses geschlossener Ehe, nach dem Recht der Erstgeburt, Uns in der Krone Luxemburg, sowie als Chef Unseres Hauses und in Besitz und Nutzniessung des gesamten Hausfideicommisses nachzufolgen, jedoch ist bis zur Vollendung ihres achtzehnten Lebensjahres die Regentschaft und Vormundschaft für sie von Unserer vielgeliebten Gemahlin der Grossherzogin Maria-Anna zu führen. Sollte Unsere genannte vielgeliebte Tochter ohne Hinterlassung einer Nachkommenschaft aus gemäss den Familienstatuten Unseres Hauses geschlossener Ehe versterben, so sind Unsere andern vielgeliebten Töchter und ihre Linien in gleicher Weise nach Primogenitur-Recht zur Erbfolge berufen.
Art. II — Das Grossherzoglich Luxemburgische und Herzoglich Nassauische Fürstenhaus bilden eine untrennbare Einheit.
Zwar behalt es auch in Zukunft dabei sein Bewenden, dass dem Luxemburgischen Staat keinerlei Anspruch auf Eigentum, Inhabung, Verwaltung, Kontrolle und Ertrag des inner- und ausserhalb vorhandenen Fideicommisvermögens Unseres Hauses zusteht. Insolange jedoch Unsere Descendenz im Mannesstamm oder nach Massgabe der in Art. 1 dieses Familienstatuts getroffenen Anordnungen im Grossherzogtum Luxemburg regiert, kommt dem Nachfolger in der Staatssuccession jeweils zugleich die alleinige Nachfolge in das ganze Hausfideicommis inner- und ausserhalb des Grossherzogtums zu und darf eine Trennung des Besitzes und der Nutzniessung des Hausfideicommisses von der Inhabung der Krone nicht stattfinden.
Veränderungen im Bestand des Fideicommisses sind hierdurch nicht ausgeschlossen.
Art. III — Im übrigen behalten Wir Uns und Unseren Nachfolgern das Recht zur Erlassung familienstatutarischer Bestimmungen über Unsere Hausverfassung im bisherigen Umfang vor.
Urkundlich Unserer eigenhändigen Unterschrift und des beigedrückten Siegels.
So gegeben Santa Margherita, den 16. April 1907.
Wilhelm.
Die Mitglieder der Regierung:
Eyschen, Staatsminister, Präsident.
H. Kirbach, Generaldirector des Innern.
M. Mongenast, Generaldirector der Finanzen.
Ch. de Waha, Generaldirector der öffentlichen Arbeiten.“

## Die Revision des Nassauischen Erbvereins in den Jahren 2010 bis 2012
Das Großherzoglich-Luxemburgische Hofmarschallamt gab am 20. Juni 2011 bekannt, dass der Nassauische Erbverein, der in Luxemburg als „Familienpakt des Hauses Luxemburg-Nassau“ bezeichnet wird, geändert wurde; Männer und Frauen sollen bei der Thronfolge zukünftig gleichbehandelt werden. Schon am 12. Oktober 2004 hatte Großherzog Henri von Luxemburg bei der feierlichen Sessionseröffnung der Abgeordnetenkammer angekündigt: „Was die Gleichberechtigung von Mann und Frau betrifft, will ich die Gelegenheit benutzen, Ihnen vorzuschlagen, die vollständige Gleichheit in der Thronfolge bei uns einzuführen.“
Bereits am 16. September 2010 hatte Großherzog Henri als Oberhaupt der Familie durch internes Dekret die Änderung des Familienpakts verfügt. Die neue Thronfolgeregelung unterscheidet nicht mehr zwischen Söhnen und Töchtern und ist erstmals auf die Nachfahren von Großherzog Henri anwendbar. Da Erbgroßherzog Guillaume ohnehin der Erstgeborene ist, hat die Änderung des Familienpaktes keine Auswirkungen auf die direkte Thronfolge nach Großherzog Henri.
In der begleitenden Erklärung vom 20. Juni 2011 erinnerte das Hofmarschallamt an die New Yorker Konvention von 1979, nach der auch Luxemburg sich zur Abschaffung von Frauendiskriminierungen verpflichtet hat. Bis 2008 galt für die Thronfolge aber ein Vorbehalt.
Die großherzogliche Familie kam mit der Änderung des Nassauischen Erbvereins einer Reform der Verfassung zuvor. Der Entwurf der Abgeordnetenkammer sieht vor, die Thronfolge in Zukunft nicht mehr durch den Familienpakt, sondern durch die Verfassung selbst zu regeln. Auch der vorgeschlagene Text der Verfassungsreform erklärt das erstgeborene Kind, unabhängig von seinem Geschlecht, zum Thronerben. Bis zur Abstimmung und das Inkrafttreten der neuen Verfassung könnte aber noch einige Zeit vergehen. Der Reformvorschlag wurde am 21. April 2009 hinterlegt, das Gutachten des Staatsrats wurde erst am 6. Juni 2012 veröffentlicht. Solange keine neuen Verfassungsregeln in Kraft sind, gelten die Thronfolgeregelungen des Nassauischen Erbvereins.
Das am 23. Juni 2011 im Luxemburger Amtsblatt Mémorial Teil B Nr. 55 S. 719–720 ausschließlich in deutscher Sprache veröffentlichte Großherzogliche Dekret vom 16. September 2010 über die neue Thronfolgeregelung des Nassauischen Erbvereins hat folgenden Wortlaut:
„Décret grand-ducal du 16 septembre 2010 introduisant l’égalité entre hommes et femmes en matière de succession au trône.
Wir Henri, Großherzog von Luxemburg, Herzog zu Nassau,
nach Einsichtnahme des Erneuerten Nassauischen Erbvereins vom 30. Juni 1783 (Pacte de famille de la Maison de Nassau du 30 juin 1783) sowie dessen Ergänzungen, insbesondere des Familienstatuts die Hausverfassung betreffend vom 5. Mai 1907,
nach erfolgter Zustimmung des Agnatischen Beirats,
erklären und verfügen:
Art. 1. Der im Übrigen unverändert bleibende Erneuerte Nassauische Erbverein vom 30. Juni 1783 (Pacte de famille de la Maison de Nassau du 30 juin 1783) wird wie folgt geändert und ergänzt.
a) Artikel 24 Absatz 1 Ziffer 1 erhält folgende Fassung:
‚1) auf die Sukzessionsordnung in allen möglichen Fällen, nach welcher das Recht der Erstgeburt ohne Ausnahme zu beachten ist,‘
b) Artikel 24 Absätze 2 und 3 werden zu Absatz 2 und erhalten folgende Fassung:
‚Soweit es die Sukzessionsordnung (Ziffer 1) betrifft, haben Wir uns bewogen gefunden, für den Fall des Ablebens oder der Abdankung eines regierenden Großherzogs das Recht der Thronfolge künftig nicht mehr allein auf den Mannesstamm zu begrenzen, sondern das Recht der Erstgeburt unabhängig vom Geschlecht einzuführen, zu bestätigen und zu bekräftigen, so dass die Thronfolge dem erstgeborenen Kind eines regierenden Großherzogs zukommen und verbleiben soll. Diese Sukzessionsordnung findet erstmals Anwendung auf Unsere Deszendenz.‘
c) Artikel 26 erhält folgende Fassung:
‚In dem Fall, dass einer Unserer Nachfolger als Hauschef ohne eheliche sukzessionsfähige Leibeserben versterben sollte, folgen, insofern sie sukzessionsfähig sind, nach dem Recht der Erstgeburt in die mit der Innehabung des Thrones des Großherzogtums Luxemburg verbundene Innehabung des Haus-Fideikommisses zunächst des abgelebten Großherzogs Geschwister und deren Nachkommen, und bei deren Mangel die nächstverwandten Haus- oder Familienmitglieder und deren Nachkommen.‘
Art. 2. Das im Übrigen unverändert bleibende Familienstatut die Hausverfassung betreffend vom 5. Mai 1907 wird wie folgt geändert und ergänzt.
§ 9 erhält mit der Überschrift: Beirat, folgende Fassung:
‚Absatz III Unter Bezugnahme auf die im Jahre 2008 angekündigte Zurücknahme des im Gesetz vom 15. Dezember 1988 verankerten Vorbehaltes in Bezug auf das Übereinkommen zur Beseitigung jeder Form von Diskriminierung der Frau vom 18. Dezember 1979 wird das aktive und passive Wahlrecht der Agnaten erweitert auf die berechtigten weiblichen Mitglieder des Großherzoglichen Hauses und findet erstmals Anwendung auf Unsere Deszendenz.‘
So gegeben Luxemburg, den 16. September 2010.
Henri.“
Am 22. Juni 2012 gab das Großherzoglich Luxemburgische Hofmarschallamt bekannt, dass die auf den neuesten Stand gebrachte Überarbeitung des Hausrechts des Hauses Luxemburg-Nassau abgeschlossen worden sei und dass die neue Version des Nassauischen Erbvereins vom 30. Juni 1783 und des Familienstatuts die Hausverfassung betreffend vom 5. Mai 1907 demnächst im Luxemburger Amtsblatt Mémorial Teil B veröffentlicht werde.
Die durch Großherzogliches Dekret vom 11. Juni 2012 erlassene Neufassung des Nassauischen Erbvereins vom 30. Juni 1783 und die durch Großherzogliches Dekret vom 18. Juni 2012 verfügte Neufassung des Familienstatuts die Hausverfassung betreffend vom 5. Mai 1907 wurden im Mémorial Teil B Nr. 51 vom 23. Juni 2012 S. 829–835 ausschließlich in deutscher Sprache veröffentlicht.